# 1807 w sztukach plastycznych
Wydarzenia w sztukach plastycznych i wizualnych w 1807 roku.

## Urodzeni
- 14 lutego - Max Ainmiller (zm. 1870), niemiecki witrażysta i malarz
- 14 marca - Bonawentura Dąbrowski (zm. 1862), polski malarz
- 22 maja - Károly Brocky (zm. 1855), węgierski malarz
- 22 lipca - Karolina Pawłowa (zm. 1893),  rosyjska poetka, tłumaczka i malarka
- 25 sierpnia - Narcisse Virgilio Díaz (zm. 1876), francuski malarz i grafik pochodzenia hiszpańskiego
- 6 listopada - Leonardo Alenza (zm. 1845), hiszpański malarz i rysownik
- José María Avrial y Flores (zm. 1891), hiszpański malarz, grafik i ilustrator
- Wincenty Dmochowski (zm. 1862), malarz

## Zmarli
- 18 marca - Johann Peter Pichler (ur. 1765), austriacki miedziorytnik i portrecista
- 28 marca - Joseph Hickel (ur. 1736), niemiecki malarz
- 28 kwietnia - Jacob Philipp Hackert (ur. 1737), niemiecki malarz
- 27 czerwca - Michael Ignatius Klahr (ur. 1727), niemiecki rzeźbiarz
- 28 lipca - Jan Regulski (ur. ok. 1760), polski gliptyk i medalier
- 18 września - Franciszek Smuglewicz (ur. 1745), polski malarz i rysownik
- 5 listopada - Angelika Kauffmann (ur. 1741), szwajcarska malarka